# Americký bezsrstý teriér
Americký bezsrstý teriér (anglicky American Hairless Terrier) je malé psí plemeno původem ze Spojených států. Dělí se na dvě varianty: bezsrstou a osrstěnou. Oficiálně není uznané Mezinárodní kynologickou federací (FCI), o uznání ale usiluje. Standard je možné najít pod číslem 925.

## Historie

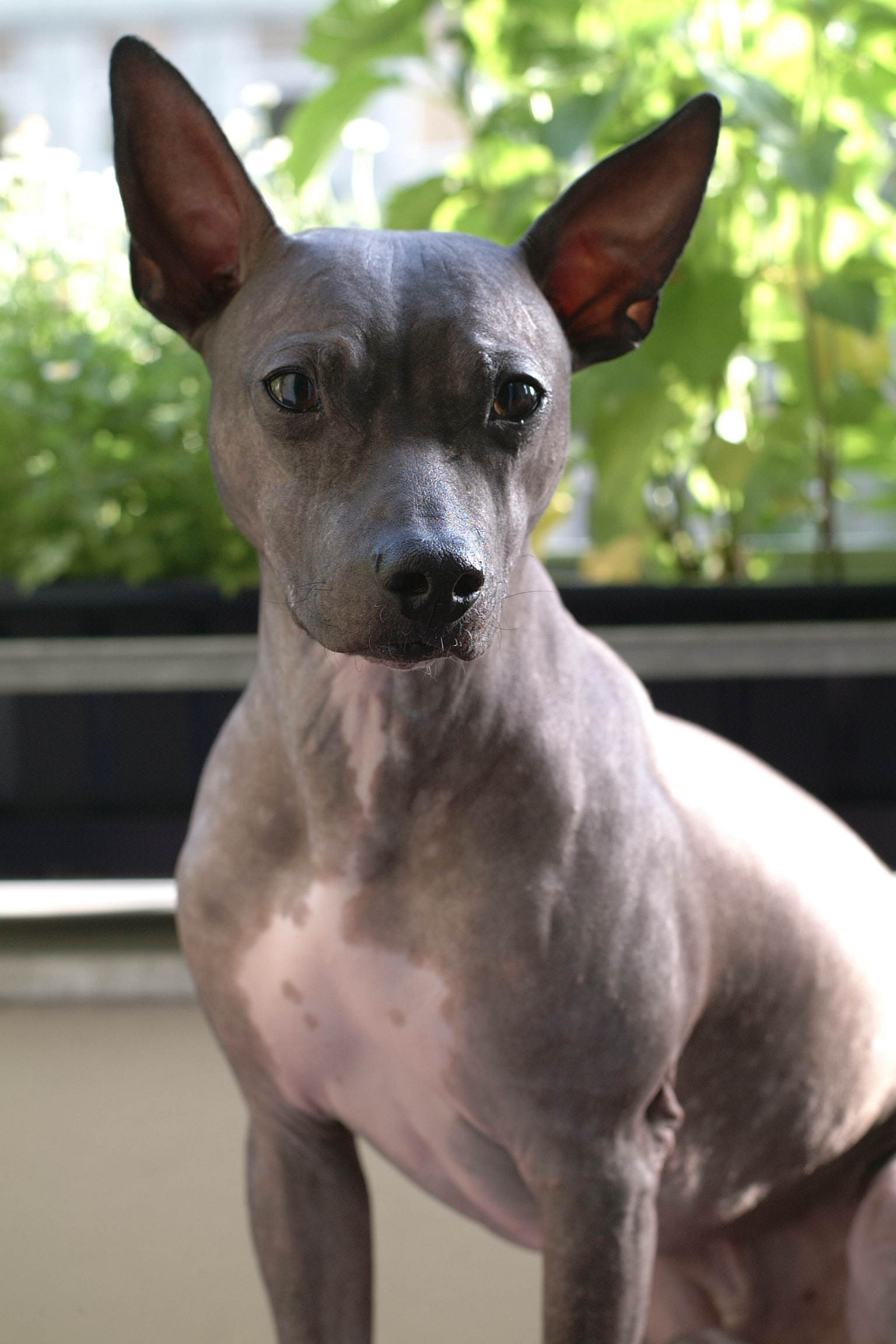
Hlava amerického bezsrstého teriéra

Historie amerického bezsrstého teriéra není příliš dlouhá: začíná totiž až v roce 1972 v Louisianě a to u krysí teriérky rodiny Scottových, které se narodilo jedno bezsrsté štěně, které majitelé pojmenovali Josephine. Toto štěně se narodilo jen s krátkým chmýřím a srst jí vypadala až později, v 8. týdnu již byla úplně holá. Josephine, přezdívaná Jo, se později také stala matkou a dle očekávání se narodila holá štěňata. Gen, který Jo předala svým štěňatům, je recesivní, tzn. vzniká pouze v případě, že rodiči štěňat jsou bezsrstí psi. Není vědecky vysvětlitelné, jak se tedy Jo mohla jako jediná z vrhu narodit holá.

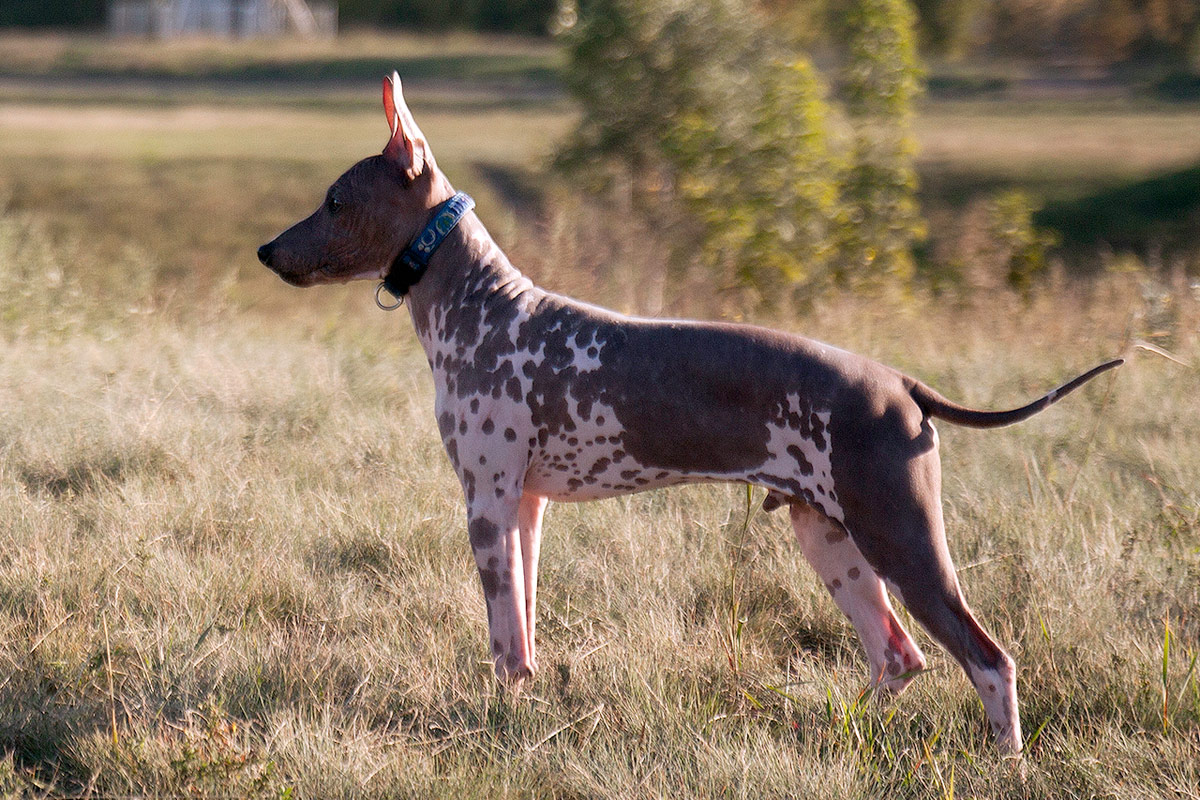
Výstavní postoj

Přestože se toto plemeno může zdát zvláštní a pro někoho i odpudivé, našlo si své příznivce a jeho oblíbenost stoupla do té míry, že se v Česku nachází několik chovatelských stanic těchto psů. Zde toto plemeno zastřešuje Klub chovatelů málopočetných plemen psů (KCHMPP). Nejčastěji je využíváno jako společenský pes vhodný pro lidi alergické na srst zvířat.
Přestože FCI plemeno ještě neuznalo, přední chovatelé o to usilují. United Kennel Club toto plemeno uznal v roce 2004. American Kennel Club již od ledna 2016 zařazuje Amerického bezsrstého teriéra do skupiny teriérů.

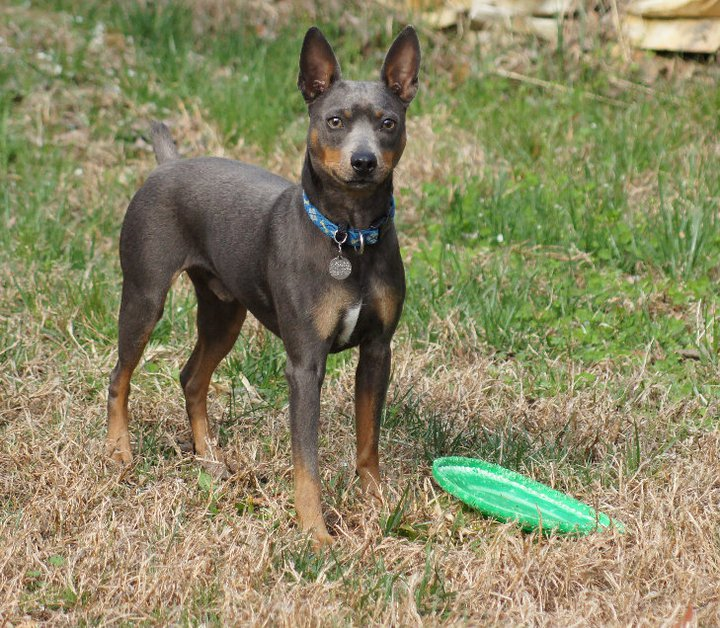
Osrstěný jedinec - barva modrá s pálením a bílými znaky

## Vzhled
Americký bezsrstý teriér je malé, kompaktní psí plemeno, které se vyskytuje ve dvou variantách: osrstěné a bezsrsté. Kůže je přiléhavá, bez vrásek, různě zbarvená. Nejběžnější zbarvení je přirozené růžové, ale postupem času se na takové kůži vytvoří hnědé pihy, které se zvětšují. Přítomnost chlupů či srsti u bezsrsté varianty či Albinismus je vylučující vada. Bezsrstá varianta nemá žádnou srst (chmýří do 3mm délky) až na hmatové vousky. Pohyb je hbitý a energický.
Hlava je úměrně velká, s mozkovnou a čumákem v poměru 1:1. Stop je vyznačený. Lebka široká, mírně klenutá. Uši jsou vzpřímené, ve tvaru V a posazené daleko od sebe. Jsou poměrně velké a vždy natočené vpřed. Oči šikmo posazené, kulaté, velké a mírně vypouklé. Duhovka může být různobarevná, ale většinou má stejnou barvu jako nosní houba. Ta je většinou černá nebo masová. Zuby jsou silné, v nůžkovém nebo klešťovém skusu (preferuje se nůžkový). Krk je štíhlý, středně dlouhý a dobře osvalený. Hřbet je přiměřeně dlouhý a úzký, žebra nevystupují. Obezita je brána jako chyba. Nohy jsou dlouhé a úzké, ale dobře osvalené a lehké. Zakončené zaječími tlapkami s dlouhými drápky. Ty mohou být i vícebarevné. Ocas je u kořene silný a směrem ke špičce se zužuje. Měl by být nesen v linii nebo nad linií hřbetu.
Všechna štěňata se rodí osrstěná, přičemž tato srst se ztratí během první šesti až osmi týdnů života.

## Povaha
Americký bezsrstý teriér je energický a bystrý pes, který se hodí i pro výcvik a sport. Jsou dobří zejména v agility. Je inteligentní a naprosto neagresivní. Přestože předkové těchto psů byli šlechtěni k lovu, nemají příliš vyvinutý lovecký pud. Přesto se jedná o nebojácné a houževnaté psy, kteří se mohou zdát křehcí, ale velká zátěž v podobě pohybu jim rozhodně neškodí. Americký bezsrstý teriér je přátelský společník, který dobře vychází i s dětmi, a na rozdíl od jiných teriérů v povaze je vyrovnaný. Dobře se snáší i s ostatními psy a kočkami, ale v případě koček je vhodné je spolu seznámit již v nízkém věku. Američtí bezsrstí teriéři milují lidskou společnost a samotu špatně snáší, což někdy vede až k separační úzkosti. Někteří jedinci mohou být na svých majitelích až závislí. K cizím jsou přátelští a milí, nejsou to dobří hlídači a navíc jsou poměrně tiší.